# Agía Triáda (ort i Grekland, Attika)
Agía Triáda (Ippokrateios Politeia, Agia Triada Afidnon) är en ort i Grekland.   Den ligger i prefekturen Nomarchía Anatolikís Attikís och regionen Attika, i den sydöstra delen av landet, 26 km norr om huvudstaden Aten. Agía Triáda ligger 507 meter över havet och antalet invånare är 959.
Terrängen runt Agía Triáda är kuperad.Runt Agía Triáda är det tätbefolkat, med 762 invånare per kvadratkilometer. Närmaste större samhälle är Acharnes, 14,7 km söder om Agía Triáda. 